# Slovenský institut v Paříži

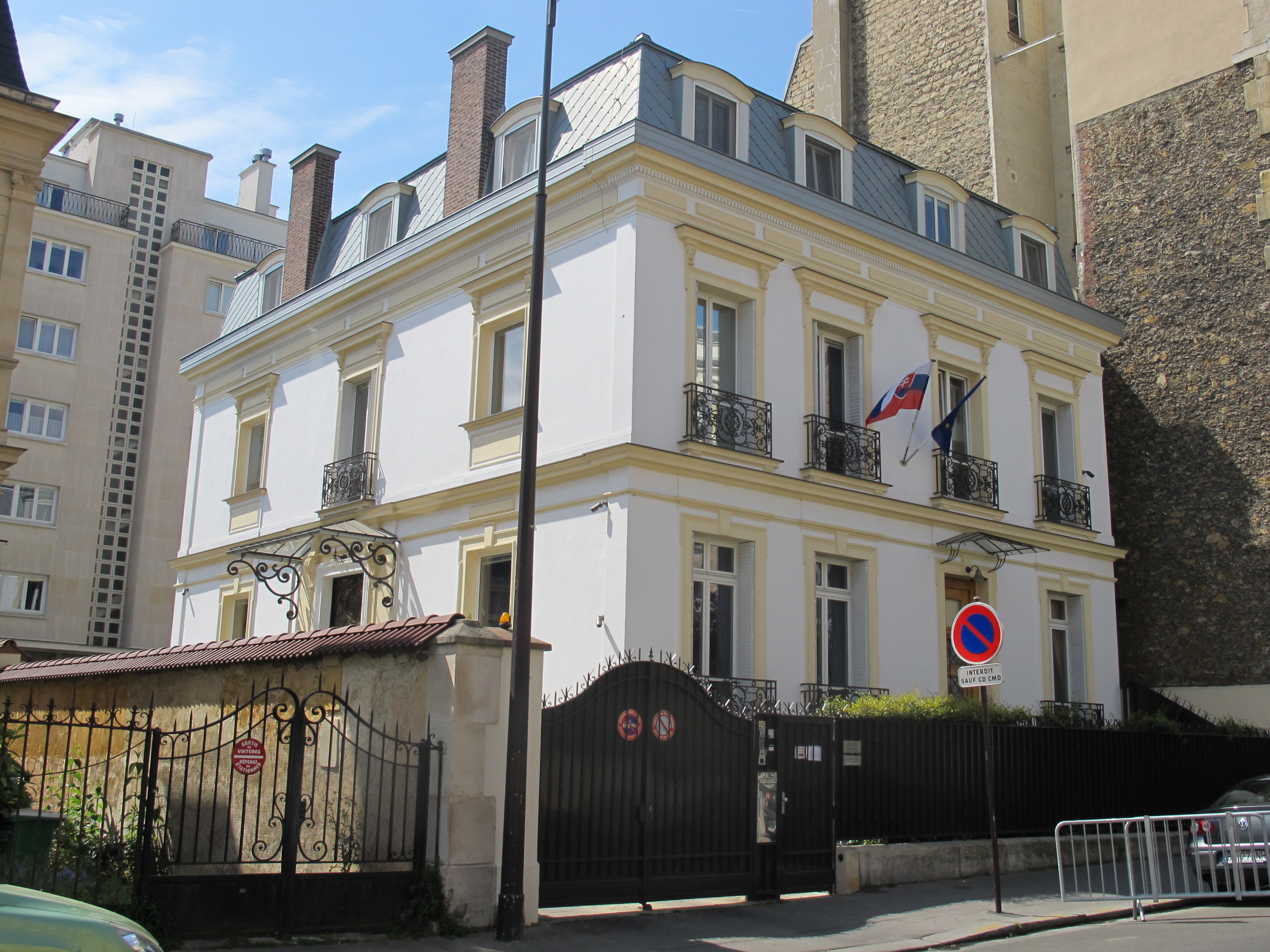
Institut sídlí v budově velvyslanectví

Slovenský institut v Paříži (slovensky Slovenský inštitút v Paríži, francouzsky Institut slovaque de Paris) je kulturní centrum v Paříži, jehož posláním je prezentovat slovenskou kulturu ve Francii. Nachází se na adrese Rue du Ranelagh č. 125 v 16. obvodu. Byl otevřen v roce 2001 jako čtvrtý institut po Vídni (1994), Berlíně (1997) a Římu (2000) a od roku 2002 je členem Fóra zahraničních kulturních institutů v Paříži. Od roku 2022 je ředitelkou institutu Jana Kňažková.

## Činnost
Institut je součástí Velvyslanectví Slovenské republiky v Paříži a je podřízen slovenskému ministerstvu zahraničí. K jeho úkolům patří zprostředkování informací z oblasti kultury a umění, školství, vědy, cestovního ruchu a hospodářství, včetně prezentací slovenských měst, obcí a regionů a podnikatelských subjektů ve Francii. Proto spolupracuje s francouzskými institucemi a pořádá semináře, konference, přednášky, besedy, koncerty, výstavy v prostorách velvyslanectví i jinde.

## Ředitelé[2]
- 2001–2003 Peter Štilicha
- 2003–2007 Viera Polakovičová
- 2007–2012 Božena Krížiková
- 2012–2013 Tatiana Paracková
- 2013–2018 Daniel Jurkovič